# Zastava Bosne in Hercegovine
Zastava Bosne in Hercegovine prikazuje široko modro navpično črto, ki se nahaja na desni strani. Ob njej je rumen pravokotni trikotnik, ob katerem se nahaja modra površina, na kateri je sedem peterokrakih zvezd in dve razpolovljeni na vsaki strani.
Trije koti trikotnika predstavljajo tri glavne etnične skupine (ali »konstitutivne narode«) Bosne in Hercegovine: Bošnjake, Hrvate in Srbe. Trikotnik predstavlja tudi približno obliko ozemlja Bosne in Hercegovine. Zvezde, ki predstavljajo Evropo, naj bi bile neskončne po številu in se tako nadaljujejo od zgoraj navzdol. Zastava ima barve, ki so pogosto povezane z nevtralnostjo in mirom - belo, modro in rumeno. To so tudi barve, ki so tradicionalno povezane z Bosno in Hercegovino. Modra podlaga simbolizira evropsko zastavo.

## Zgodovina

### Zastava Zahodne Hercegovine iz leta 1760
Zeleno zastavo z belim polmesecem in zvezdico, ki je obrnjena v levo, so uporabljali bošnjaški lastniki v mejnih predelih južne in zahodne Hercegovine. Zastava je bila pogosto uporabljena v vojnah. Prav tako je spremljala čete Bosanskega Pašaluka med drugim obleganjem Khotyna v Bukovini. Od osmanske zastave se razlikuje po velikosti in smeri polmeseca, prav tako pa je tudi po obliki presekana, kot v nekaterih zahodno evropskih državah.

### Zastava bosanskega upora okrog leta 1830
V tridesetih letih 19. stoletja je se je v uporu Huseina Gradaščevića uporabljala zelena zastava z rumenim polmesecem in zvezdo. Cilj upora je bil pridobitev avtonomije od Osmanskega Cesarstva.

### Bosanski Vilajet 1867-1908 in delna samostojnost leta 1878
Leta 1878 je Bosna delno obstajala kot država. Zastava je bila zelo podobna tisti iz upora Huseina Gradščevića iz leta 1830. Predstavljala je rumen polmesec in zvezdo na zeleni podlagi, le da je bil polmesec tokrat tanjši. Bosna je bila samostojna nekaj mesecev leta 1878, ko so jo zapustile osmanske enote, vendar je kmalu padla pod oblast Avstro Ogrske, ki je Bosno okupirala po sporazumu v Berlinu med glavnimi evropskimi velesilami. Zeleno/zlata zastava je bila v uporabi le nekaj mesecev.

### Avstro Ogrska oblast
Ko je Avstro-Ogrska aneksirala Bosno in Hercegovino, se je spremenila tudi njena zastava. Bosna je takrat uporabljala zastavo v rumeno rdeči barvi, ki sta se pogosto zamenjavali.
Pojavljal se je tudi grb plemiča in vojvode Stjepana Vukčić Kosača iz 14. stoletja.

### Neodvisna Država Hrvaška (1941–1945)
Ko je celotno ozemlje današnje Bosne in Hercegovine prešlo pod oblast Neodvisne Države Hrvaške med drugo svetovno vojno, je zastava postala podobna hrvaški, z rdečo, belo, modro trobojnico, šahovnico na sredini in črko ''U'' na zgornjem levem delu zastave.

### Obdobje Jugoslavije (1946–1992)
Ob ustanovitvi Socialistične Republike Bosne in Hercegovine v komunistični Jugoslaviji, je bosanska zastava bila popolnoma rdeča, kar je simboliziralo socializem in komunizem v Jugoslaviji, v zgornjem levem kotu pa je bila upodobljena jugoslovanska zastava. Prišel je tudi nov grb, ki je simboliziral industrializacijo v Bosni. Ta zastava je bila zelo podobna zastavi Sovjetske Zveze in Kitajske.